# Niedźwiedź (powiat lipnowski)
Niedźwiedź – wieś w Polsce położona w województwie kujawsko-pomorskim, w powiecie lipnowskim, w gminie Kikół.
W latach 1975–1998 miejscowość należała administracyjnie do województwa włocławskiego.
Wieś wzmiankowana w rejestrze z 1564 roku jako należąca do rodziny Łochockich herbu Junosza. Spośród późniejszych właścicieli znany jest Antoni Nałęcz (w XVIII w posiadał majątek w Niedźwiedziu, a także Steklinie i Czernikowie) oraz Wacław Dmochowski h. Pobóg (w okresie międzywojennym). 

## Zabytki
Według rejestru zabytków NID na listę zabytków wpisany jest zespół dworski z początku XIX w., nr rej.: 202/A z 23.04.1986: dwór drewniano-murowany i park.
Dworek ma charakter eklektyczny, jest murowanym budynkiem krytym dachówką, z czterema kolumnami w elewacji frontowej.  